# 美紅眼魚
美紅眼魚（學名：Scardinius plotizza）為輻鰭魚綱鯉形目雅羅魚科的一個種，分布於歐洲波士尼亞和克羅埃西亞的內雷特瓦河流域中下游、德斯內湖、伊莫茨基附近的湖盆、弗爾戈拉奇附近的馬蒂卡河流域，本魚頭部背面輪廓直，吻部向前，尖端高於中眼水平，背部不駝背在頸背後面，從側面看時，眼睛不靠近頭部背面輪廓，頭長29-31%SL，下顎關節位於眼前緣下方或前方，頭部腹側輪廓在下顎關節處有明顯的角度，成年魚的所有鰭均為深灰色，體長可達到39公分，棲息在湖岸沼澤地區或洪氾區，生活習性不明。

## 扩展阅读
維基物種上的相關：美紅眼魚